# Constantin Schenk
Bernhard Constantin Schenk (* um 1809; † 6. November 1850 in Budissin) war ein sächsischer Jurist und Politiker.

## Leben
Schenk besuchte das Gymnasium in Budissin und studierte anschließend die Rechtswissenschaften. 1835 wurde er von der Oberamtsregierung in Budissin in den Advokatenstand aufgenommen. Schenk besaß das Rittergut Sornßig. Er war Vorstandsmitglied der Landesständischen Hypotheken- und Sparbank.
In der Oberlausitz war Schenk Landesbestallter. Auf dem Landtag 1848 war er stellvertretender Abgeordneter der Rittergutsbesitzer der Oberlausitz in der II. Kammer des Sächsischen Landtags. Da der Abgeordnete Carl Wilhelm Traugott von Mayer beurlaubt war, wurde Schenk einberufen. Dem nach dem liberalen Wahlrecht vom 15. November 1848 gewählten Landtag 1849/50 gehörte er für den 7., 8. und 9. Wahlbezirk in der I. Landtagskammer an. In dieser bekleidete er das Amt des 1. Vizepräsidenten. Er wird den rechten Kräften im Landtag zugeordnet. Nach der Annullierung des Wahlgesetzes von 1848 und der Restituierung des alten Wahlrechts gemäß der Sächsischen Verfassung von 1831 gehörte Schenk auf dem Landtag 1850/51 von Juli 1850 bis zu seinem Tod wiederum als stellvertretender Abgeordneter der Rittergutsbesitzer der Oberlausitz der II. Landtagskammer an.
Er starb im November 1850 im Alter von 41 Jahren und 9 Monaten.